# الکس کوپر
الکس کوپر (انگلیسی: Alex Cooper؛ زادهٔ ۴ نوامبر ۱۹۹۱) بازیکن فوتبال اهل اسکاتلند است.

## باشگاهی
از باشگاه‌هایی که در آن بازی کرده‌است می‌توان به باشگاه فوتبال فالکیرک، باشگاه فوتبال لیورپول، و باشگاه فوتبال سنت میرن اشاره کرد.

## تیم ملی
وی همچنین در تیم‌های ملی فوتبال زیر ۱۷ سال اسکاتلند بازی کرده‌است.